# Craig Moss
Craig Moss es un director de cine, escritor y actor estadounidense conocido por hacer películas de parodia, acción y terror. Sus películas incluyen The 41-Year-Old Virgin Who Knocked Up Sarah Marshall and Felt Superbad About It, Bad Ass, y sus secuelas, Bad Asses y Bad Asses on the Bayou.
Moss se graduó de la Universidad de California (Los Ángeles) y es propietario de una productora de cine Spotfellas.

## Filmografía
| Año  | Título                                                                                 | Director | Productor | Escritor | Actor | Rol                           | Notas                            |
| ---- | -------------------------------------------------------------------------------------- | -------- | --------- | -------- | ----- | ----------------------------- | -------------------------------- |
| 1998 | Saving Ryan's Privates                                                                 | Sí       |           |          |       |                               | Cortometraje                     |
| 2010 | The 41-Year-Old Virgin Who Knocked Up Sarah Marshall and Felt Superbad About It        | Sí       | Sí        | Sí       |       |                               |                                  |
| 2012 | Breaking Wind                                                                          | Sí       | Sí        | Sí       |       |                               |                                  |
| 2012 | Bad Ass                                                                                | Sí       |           | Sí       | Sí    | Conductor de autobús generoso |                                  |
| 2013 | 30 noches de actividad paranormal con el diablo adentro de la chica del dragón tatuado | Sí       |           | Sí       | Sí    | Director                      |                                  |
| 2014 | Bad Asses                                                                              | Sí       |           | Sí       |       |                               | Secuela directa a DVD de Bad Ass |
| 2015 | Bad Asses on the Bayou                                                                 | Sí       |           | Sí       |       |                               |                                  |
| 2016 | 911 Nightmare                                                                          | Sí       |           |          |       |                               |                                  |
| 2016 | Nightmare Nurse                                                                        | Sí       |           |          |       |                               |                                  |
| 2016 | The Charnel House                                                                      | Sí       | Sí        |          |       |                               |                                  |
| 2021 | Let Us In                                                                              | Sí       | Sí        | Sí       |       |                               |                                  |